# 金沢家庭裁判所
金沢家庭裁判所（かなざわかていさいばんしょ）は、石川県金沢市にある日本の家庭裁判所の一つで、石川県を管轄している。略称は、金沢家裁（かなざわかさい）。小松、七尾、輪島に支部を、珠洲に出張所を置いている。
本庁は金沢市に置かれている。小松市、七尾市、輪島市の支部は地方裁判所の支部に併設している。

## 所在地
- 本庁：石川県金沢市丸の内7-1　北緯36度34分2秒 東経136度39分44秒 / 北緯36.56722度 東経136.66222度
  - 2013年（平成25年）3月25日から新庁舎で業務を開始[2]。
- 小松支部：石川県小松市小馬出町11　北緯36度24分26.2秒 東経136度26分53.4秒 / 北緯36.407278度 東経136.448167度
- 七尾支部：石川県七尾市馬出町ハ部1-2　北緯37度2分43.7秒 東経136度57分42.3秒 / 北緯37.045472度 東経136.961750度
- 輪島支部：石川県輪島市河井町15部49-2　北緯37度23分33.6秒 東経136度54分21.1秒 / 北緯37.392667度 東経136.905861度
- 珠洲出張所:石川県珠洲市上戸町北方い46-3　北緯37度26分5.7秒 東経137度15分27.7秒 / 北緯37.434917度 東経137.257694度

## 管轄区域
- 本庁
  - 金沢市、白山市、かほく市、野々市市、河北郡津幡町、内灘町
- 小松支部
  - 小松市、加賀市、能美市、能美郡川北町
- 七尾支部
  - 七尾市、羽咋市、羽咋郡志賀町、宝達志水町、鹿島郡中能登町
- 輪島支部
  - 輪島市、鳳珠郡穴水町
- 珠洲出張所
  - 珠洲市、鳳珠郡能登町

※ただし、各支部の合議事件は本庁で、輪島支部、珠洲出張所管内の少年事件は七尾支部でそれぞれ取り扱う。

※珠洲出張所は、家事審判法で定める家庭に関する事件の審判及び調停のみ扱い、その他の事務は輪島支部が扱う。

## 歴代所長
- 前原捷一郎（2001年12月 - 2003年9月 津地方・家庭裁判所所長）
- 仲宗根一郎（2003年9月 - 2005年8月 大阪高等裁判所部総括判事）
- 古川博（2005年8月 - 2006年9月 大阪高等裁判所部総括判事）
- 安江勤（2006年9月 - 2008年7月 名古屋家庭裁判所所長）
- 紙浦健二（2008年7月 - 2010年1月 大阪高等裁判所部総括判事）
- 平林慶一（2010年1月 - 2011年5月 依願退官）
- 西尾進（2011年1月 - 2013年9月 依願退官）
- 徳永幸蔵（2013年9月 - 2015年1月 依願退官）
- 原啓一郎（2015年1月 - 2016年6月 富山地裁所長）
- 田近年則（2016年6月 - 2017年11月 依願退官）[3]
- 萩本修（2017年11月 - 2020年3月 名古屋高等裁判所部総括判事）[3][4]
- 吉村真幸(2020年3月 - 現職)[4]